# Egyptsko-izraelská bariéra

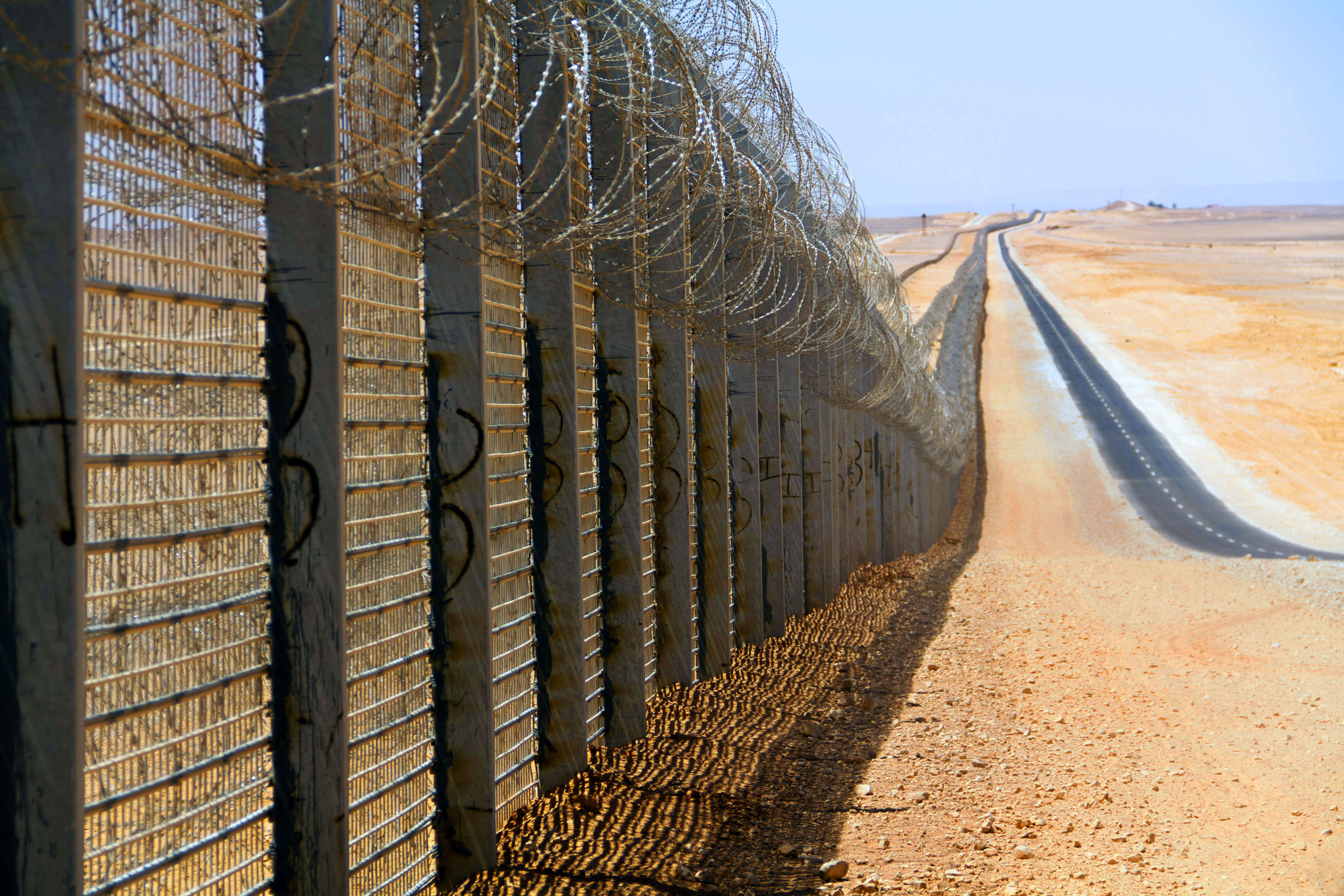
Úsek oplocení po modernizaci severně od Ejlatu, 2012

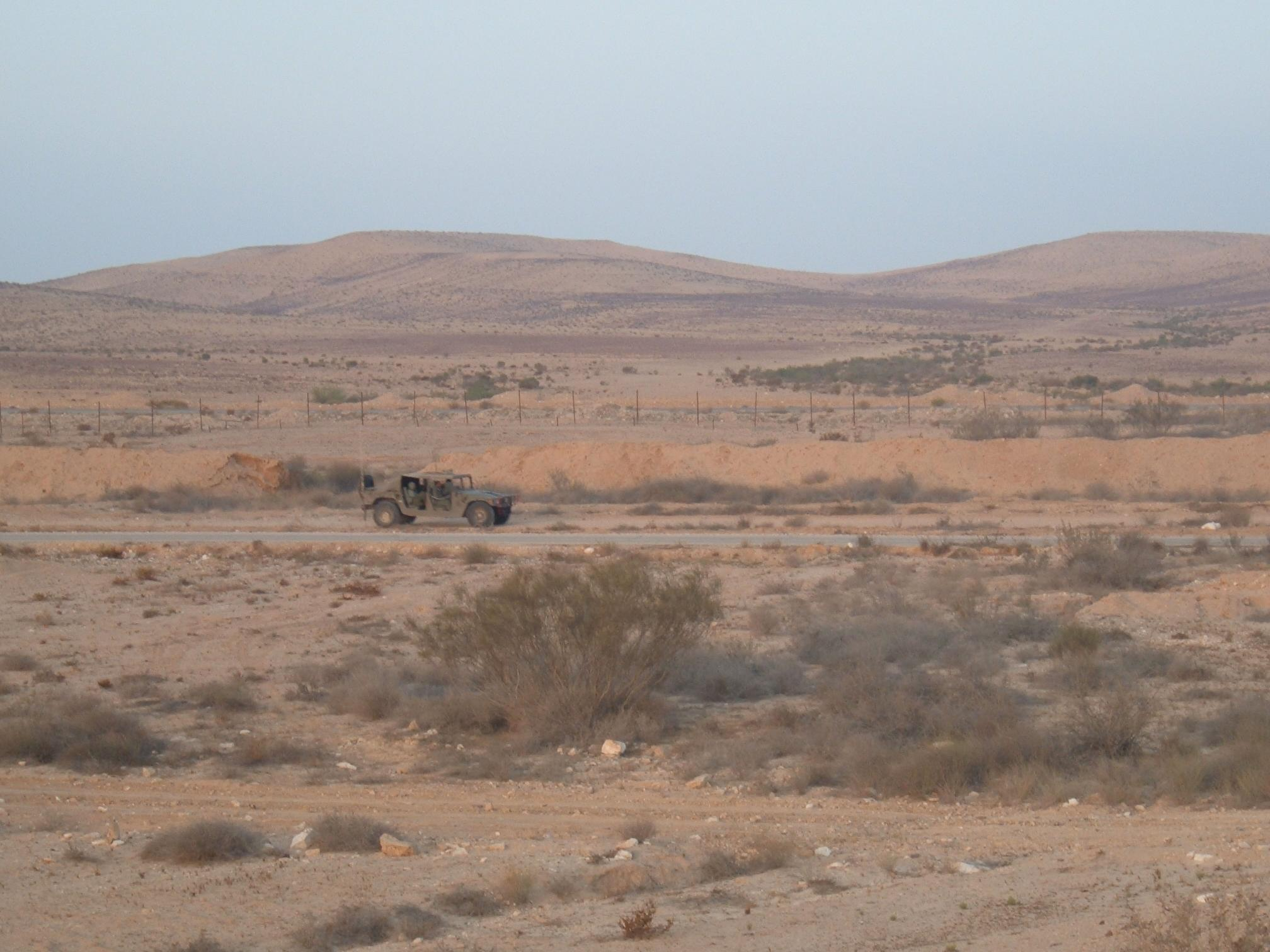
Pohled na plot před modernizací poblíž vesnice Nicana, 2007

Egyptsko-izraelská bariéra nebo egyptsko-izraelský hraniční plot je separační bariéra vybudovaná Izraelem podél jeho hranice s Egyptem v rámci projektu označovaného jako „Přesýpací hodiny“ (hebrejsky Še'on chol, שְׁעוֹן חוֹל‎). Výstavba bariéry byla zahájena 22. listopadu 2010 a jejím původním účelem bylo omezit velký příliv nelegálních migrantů z afrických zemí do Izraele. V důsledku egyptské krize po revoluci v roce 2011 došlo na jihozápadní hranici Izraele s Egyptem k nárůstu militantní džihádistické aktivity, která souvisela s vypuknutím povstání na Sinajském poloostrově. V reakci na to Izrael modernizoval ocelovou bariéru (nainstaloval kamery, radary a detektory pohybu). V lednu 2013 byla dokončena výstavba hlavního úseku bariéry, přičemž poslední úsek byl dokončen v prosinci 2013.
Řada zemí, včetně Spojených států a Indie, vyslala do Izraele delegace, aby sledovaly jeho schopnosti při kontrole hranic a různé technologie, které Izraelské obranné síly používají k zabezpečení izraelských hranic proti arabským státům. Některé z těchto zemí projevily zájem o implementaci izraelských strategií a technologií u svých vlastních hraničních plotů; Trumpova administrativa označila izraelské hraniční strategie jako inspiraci pro bariéru, kterou Spojené státy vybudovaly na hranici s Mexikem, zatímco indičtí představitelé diskutovali o implementaci „izraelského modelu“ pro bariéru, kterou Indie vybudovala na hranicích s Pákistánem.
Výstavba 245 km dlouhé bariéry, která se táhne od izraelského města Ejlat na jihu až k hranici mezi Gazou a Izraelem na severu, trvala tři roky a její náklady se odhadují na 1,6 miliardy nových izraelských šekelů (450 milionů dolarů), což z ní činí jeden z největších projektů v historii Izraele.

## Pozadí

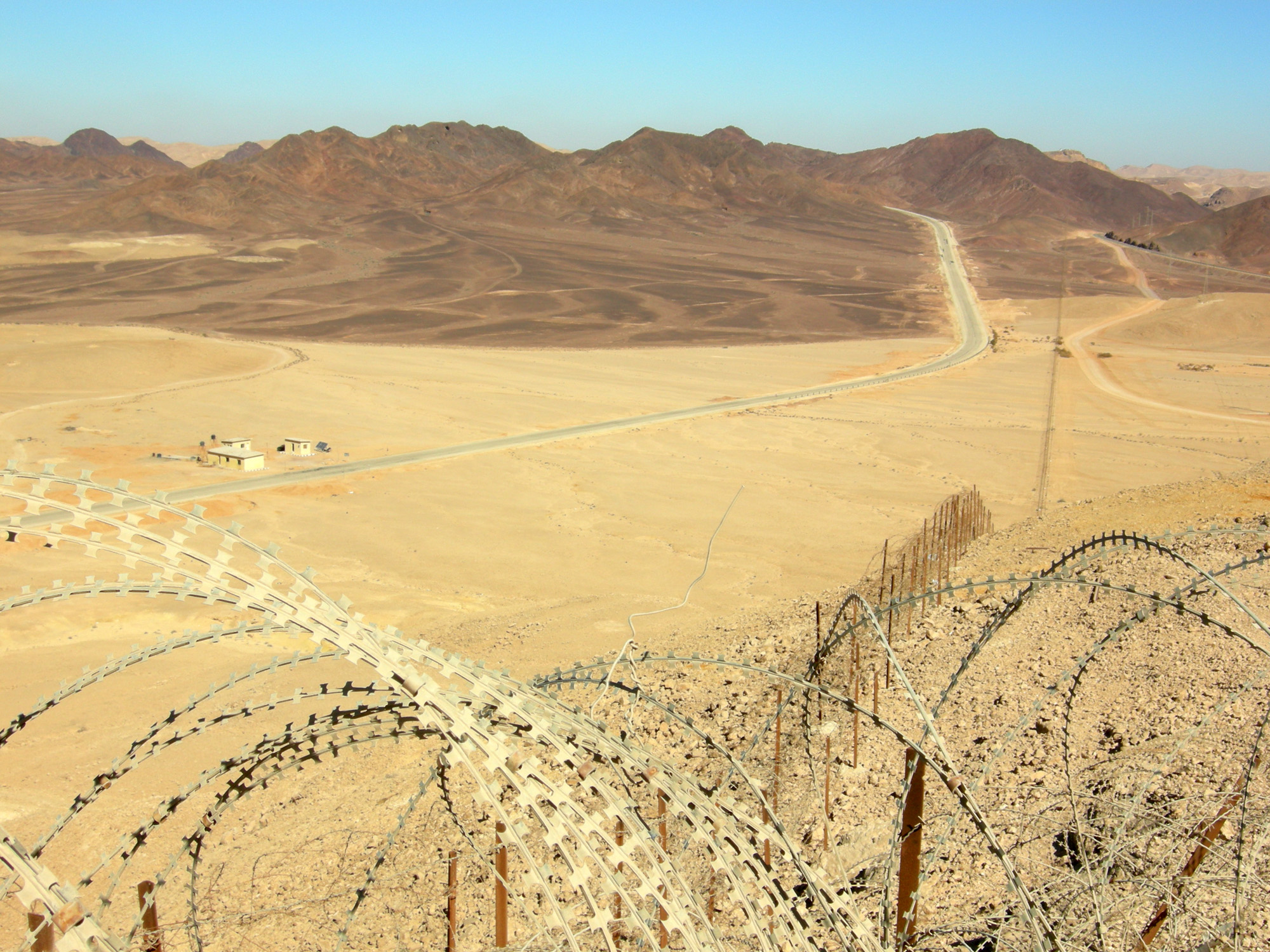
Úsek hraničního plotu před modernizací severně od Ejlatu, 2008

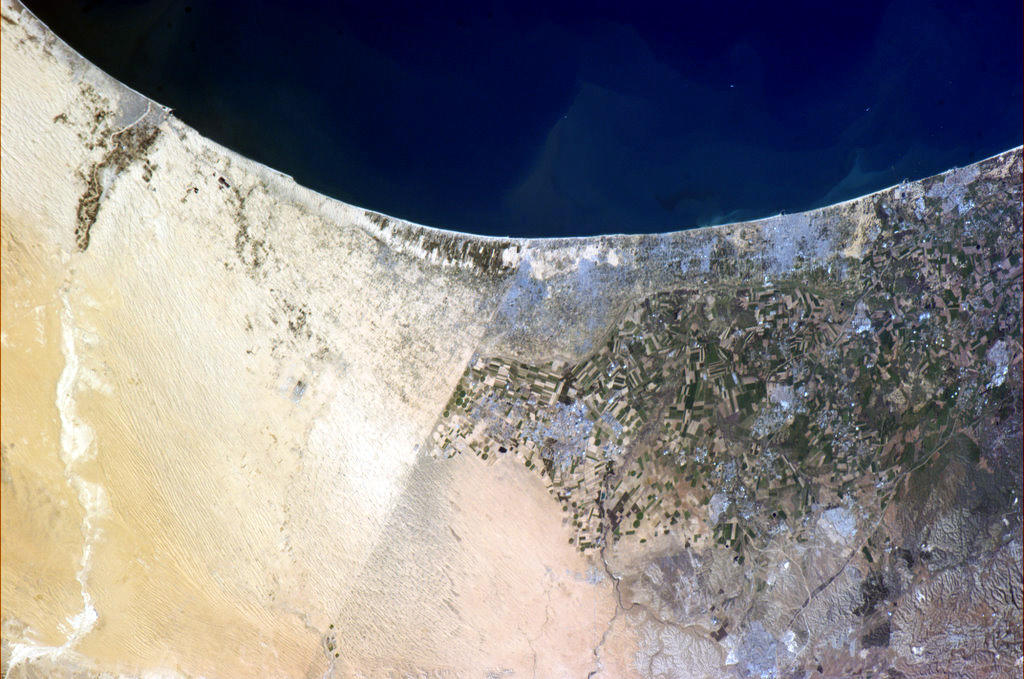
Satelitní snímek Mezinárodní vesmírné stanice zachycující hranici mezi Egyptem (vlevo) a Izraelem (vpravo) s Pásmem Gazy na jeho severním konci. Ve středu snímku se nachází město Rafah, které je od roku 1982 rozděleno hranicí na egyptskou a palestinskou část.

Starý a zrezivělý plot o nízké výšce, který sloužil především jako hraniční značka mezi egyptským Sinajským poloostrovem a Izraelem, existoval v Negevské poušti již před jakýmikoliv úvahami o bariéře. Pašování cigaret i drog beduíny, jejichž kmenová území se rozkládají na egyptsko-izraelské hranici, představovalo dlouhodobý, ale nevelký problém. Ozbrojené infiltrace arabských ozbrojenců do Izraele podél hranice však vedly k tomu, že Izrael do prosince 2005 vyzval k výstavbě bezpečnostního plotu; izraelská vláda se rozhodla bariéru postavit koncem roku 2000 s ohledem na masové nelegální přistěhovalectví z Afriky.

## Účel
Separační bariéra byla původně plánována jako reakce na vysoký počet nelegálních afrických migrantů, především z Eritrey a Súdánu, které do Izraele pašovali beduínští překupníci. Z egyptského Sinajského poloostrova se do Izraele každoročně pokoušely přejít desítky tisíc lidí, převážně ekonomických migrantů. Za režimu Husního Mubáraka egyptští pohraničníci občas stříleli africké migranty, kteří se snažili nelegálně dostat do Izraele. Izraelský premiér Benjamin Netanjahu prohlásil, že bariéra má „zajistit židovský a demokratický charakter Izraele.“ Egyptská revoluce v roce 2011, pád Mubárakova režimu, zvýšené bezpráví a sílící islamistické povstání na Sinajském poloostrově, jakož i přeshraniční útoky v jižním Izraeli v roce 2011 vedly k modernizaci.

## Konstrukce

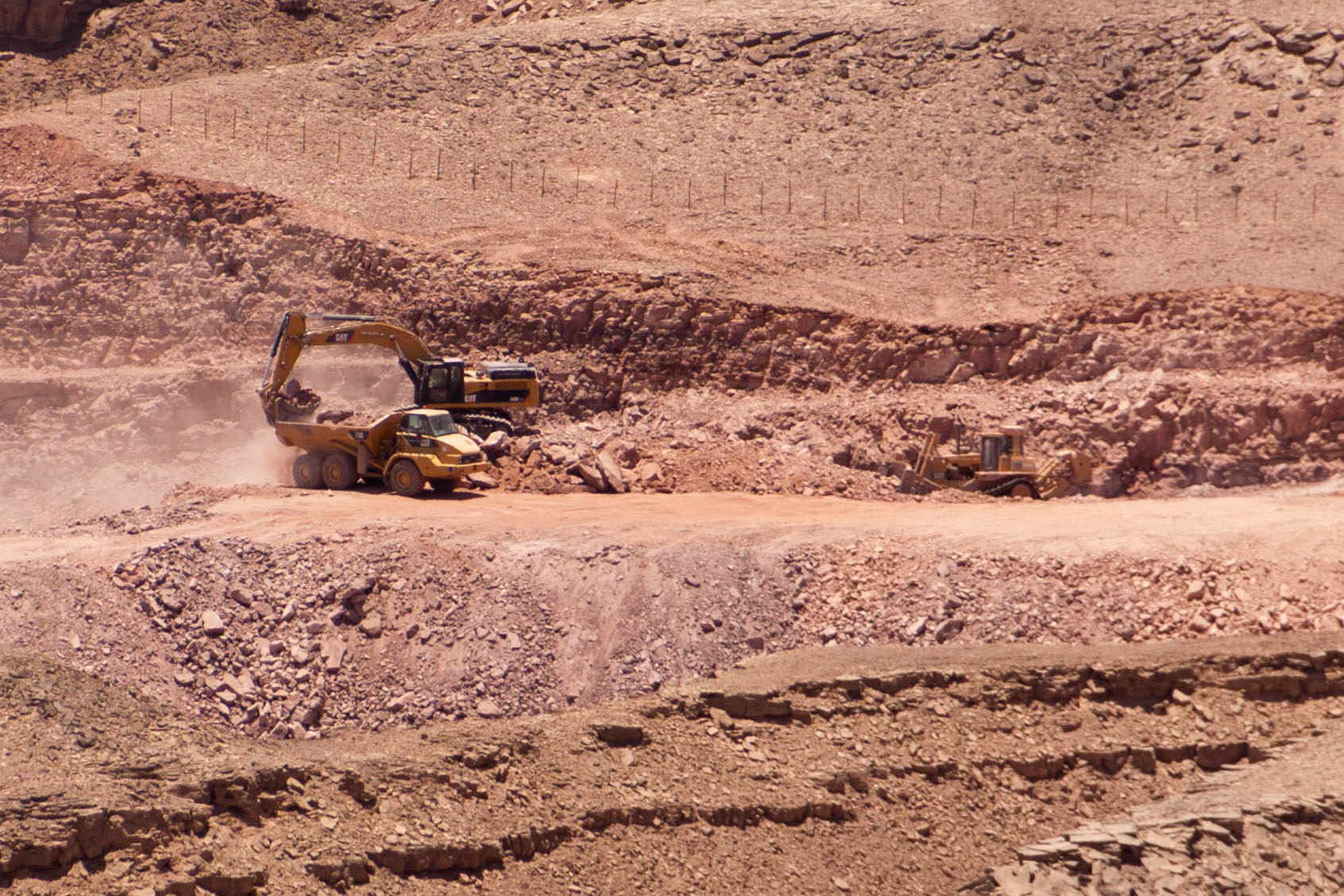
Úsek bariéry ve výstavbě v pohoří Harej Ejlat během projektu modernizace, červen 2012

Oplocení má dvě vrstvy, z nichž jedna je z ostnatého drátu. Odhadované náklady na projekt činí 1,6 miliardy nových izraelských šekelů (450 milionů dolarů).

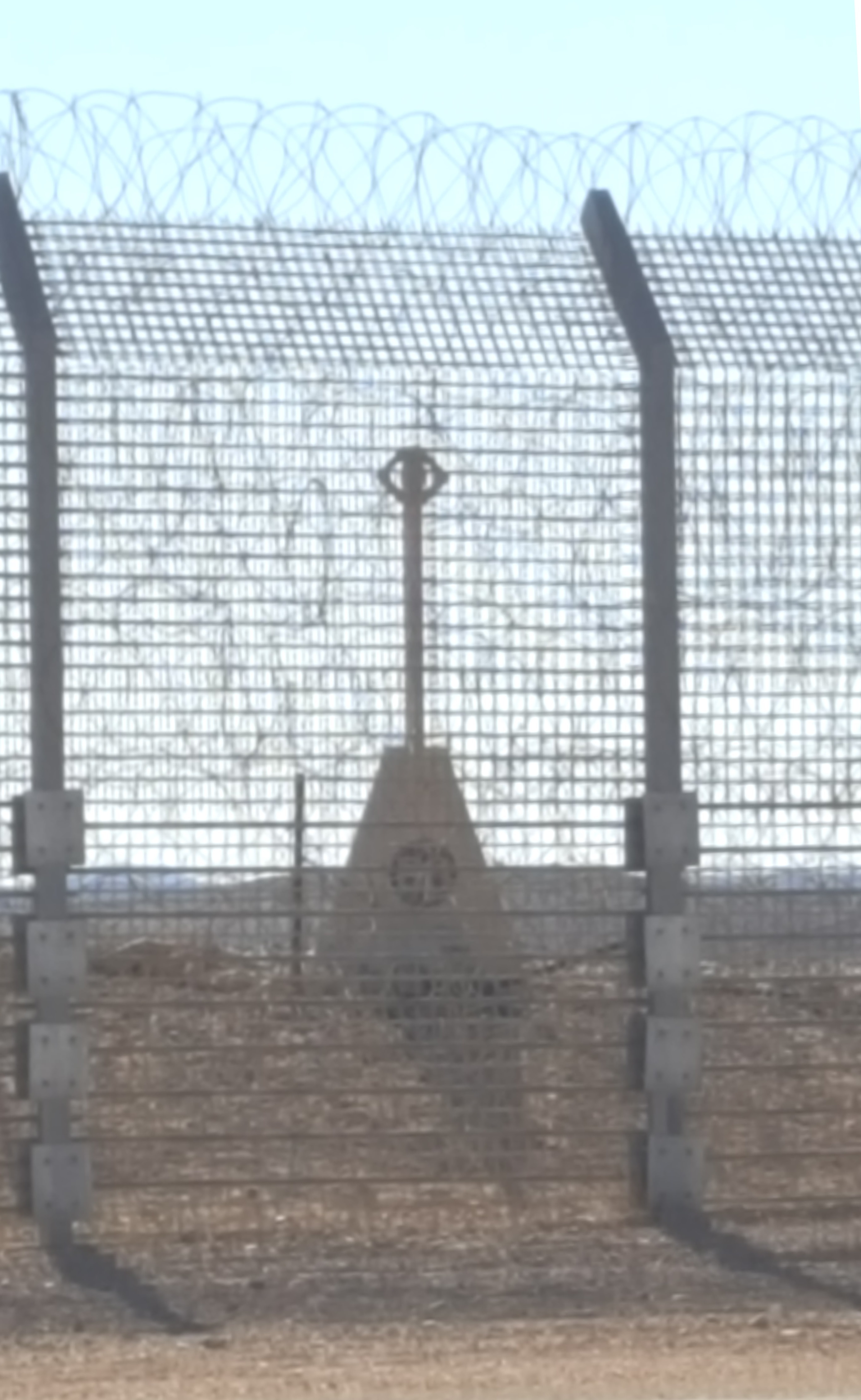
Úsek egyptsko-izraelské bariéry v roce 2017

V březnu 2012 bylo postaveno téměř 105 km plotu, na kterém pracovalo současné 30 dodavatelů, kteří každý den postavili několik set metrů plotu. Cílem bylo dokončit zbývajících 135 km, včetně těch, které vedou hornatou oblastí Sinajského poloostrova, v roce 2012. Výstavba hlavního úseku v délce 230 km byla dokončena v lednu 2013. Celý projekt byl dokončen v prosinci 2013.

## Účinky na nelegální vstup
Zatímco v první polovině roku 2012 vstoupilo do Izraele nelegálně 9 570 občanů různých afrických zemí, v prvních šesti měsících roku 2013, po dokončení výstavby hlavní části bariéry, jich bylo pouze 34. Po dokončení celého plotu klesl počet překročení hranice migranty na 16 (rok 2016).

## Reakce Egypta
Egypt prohlásil, že nemá námitky proti výstavbě bariéry, pokud budou všechna opevnění postavena na izraelské půdě.